# Beulake
Beulake of Beulaeke was een dorp dat bestond van ca. 1360 tot 1776 in de kop van Overijssel, ongeveer ten noordoosten van Sint Jansklooster en ten noordwesten van Ronduite. 
Het dorp is verdronken, in wat nu de Beulakerwijde heet, door stormvloeden in 1775 en 1776. Twee jaar achter elkaar braken de dijken van de Zuiderzee door. Door de lokaal te ver doorgevoerde turfwinning kreeg het water de kans om het dorp geheel te overspoelen. Sinds 2014 herinnert een kunstwerk van Alphons ter Avest aan de locatie van de ramp. Het gaat om een kerktorenvormig kunstwerk dat uitsteekt boven het water, dat de locatie in de Beulakerwijde markeert waar het dorp zich exact bevonden moet hebben.
Hering schreef het volgende over de waternoodsramp van 1776:
‘In de Beulake was het byzonder ellendig gesteld. Dit Dorp door zyne nabyheid aan den Zeedyk, en dus voor den eersten aanval des waters blood liggende, en meest bestaande uit groote veenplassen, streckte het eerst en meest ter woede van de Zee: de huizen en turfschuuren, van de ingezetenen, werden ylings door de baren vernield; derzelver turf (welker koopmanschap aldaar ter plaatse, het eenig middel van der inwoonderen bestaan uitmaakt) ja groote stukken Veenlands dreven weg.’
De naam van het dorp is een verbastering van het vroegere 'Bodelaecke', waarvan 'bode' verwant is met het Duitse 'Bude' (stal), het Friese 'bode' (schuur) en Nedersaksische 'boô', een hut voor koeien of schapen. Een 'laecke' of 'lake' is een moerassig gebied of een watertje ter afgrenzing van een dorpsgebied.
De inwoners van Beulake waren gezinnen van zowel Nederlandse als Duitse afkomst. Zij leefden van de turfwinning, en leden een armoedig bestaan. Dit blijkt onder andere uit de fragmenten van Beulaker huisraad, die uit de Beulakerwiede zijn opgedoken.

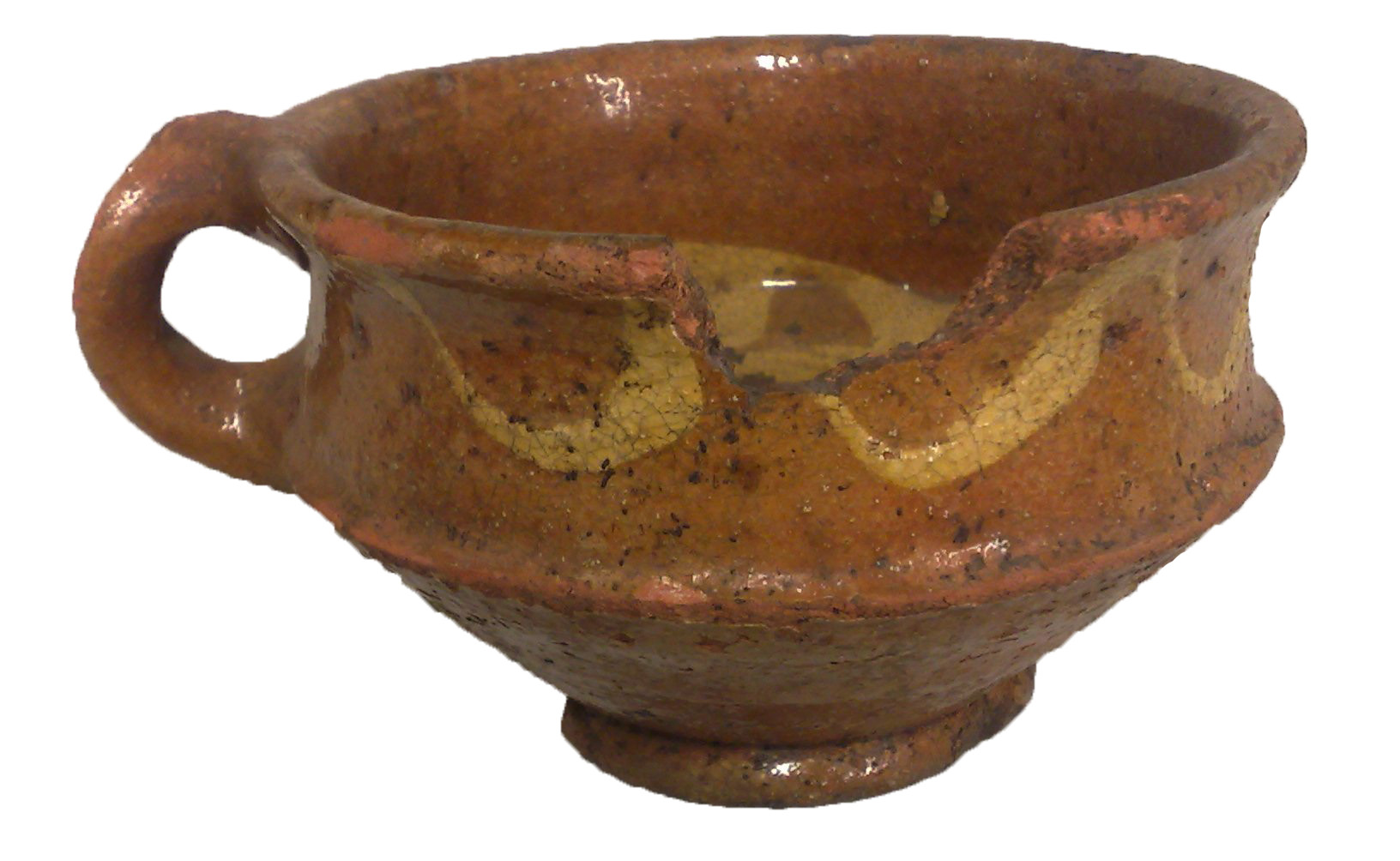
Een Friese papkom uit Beulake.
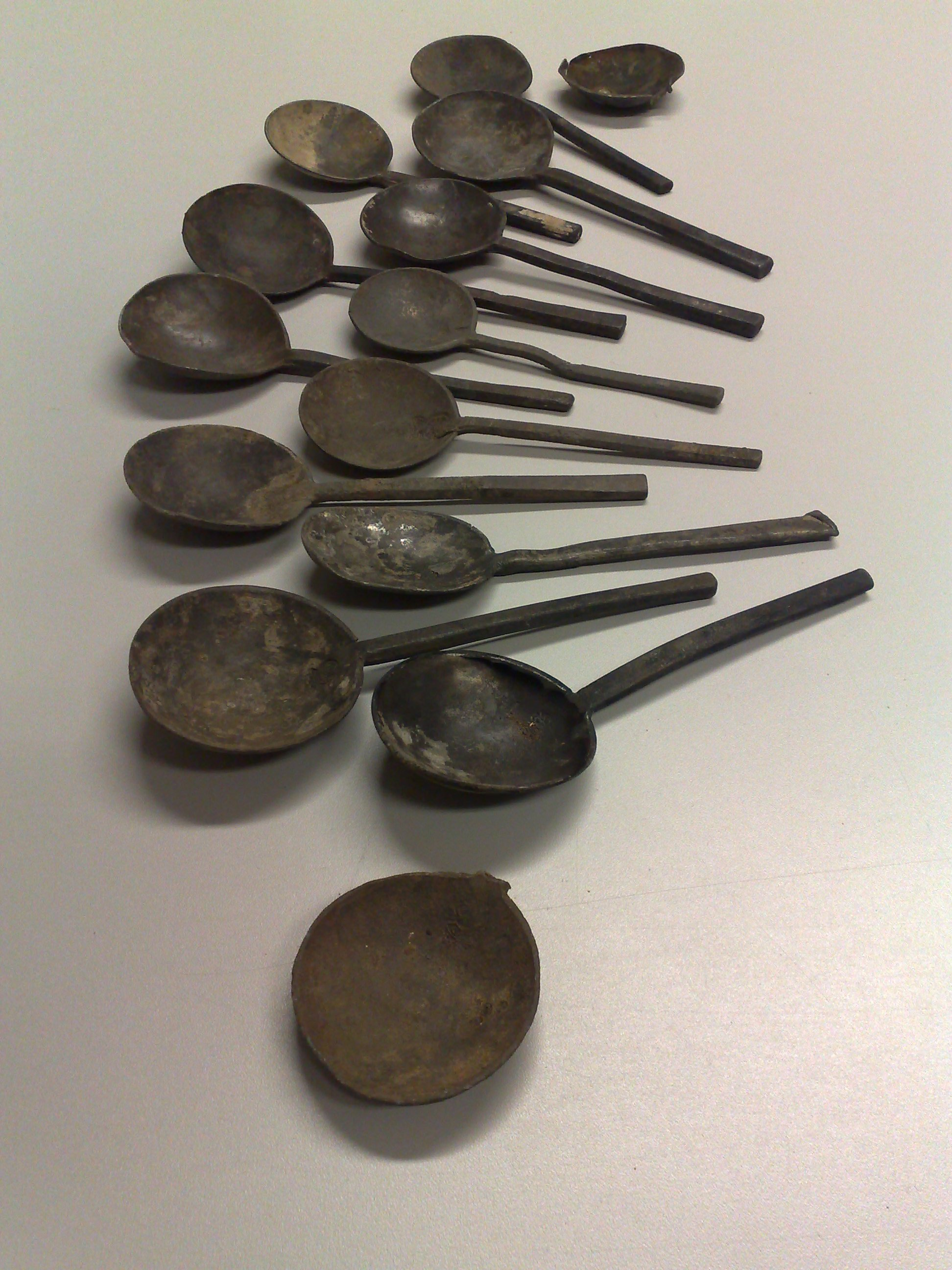
Tinnen lepels uit Beulake.
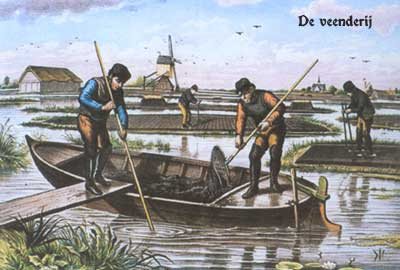
Turfwinning.
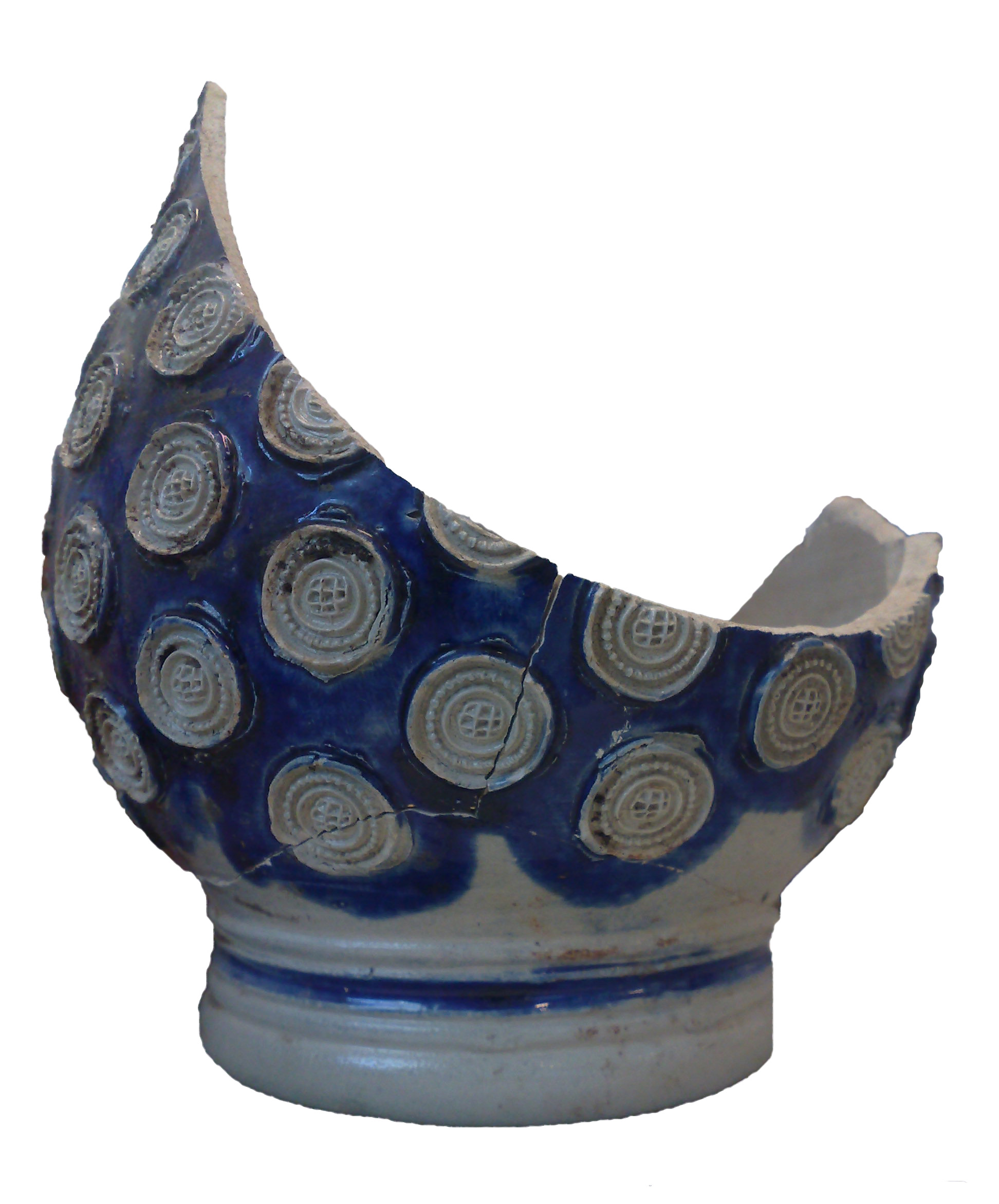
Een steengoed tafelkan uit Beulake, gemaakt in Westerwald.
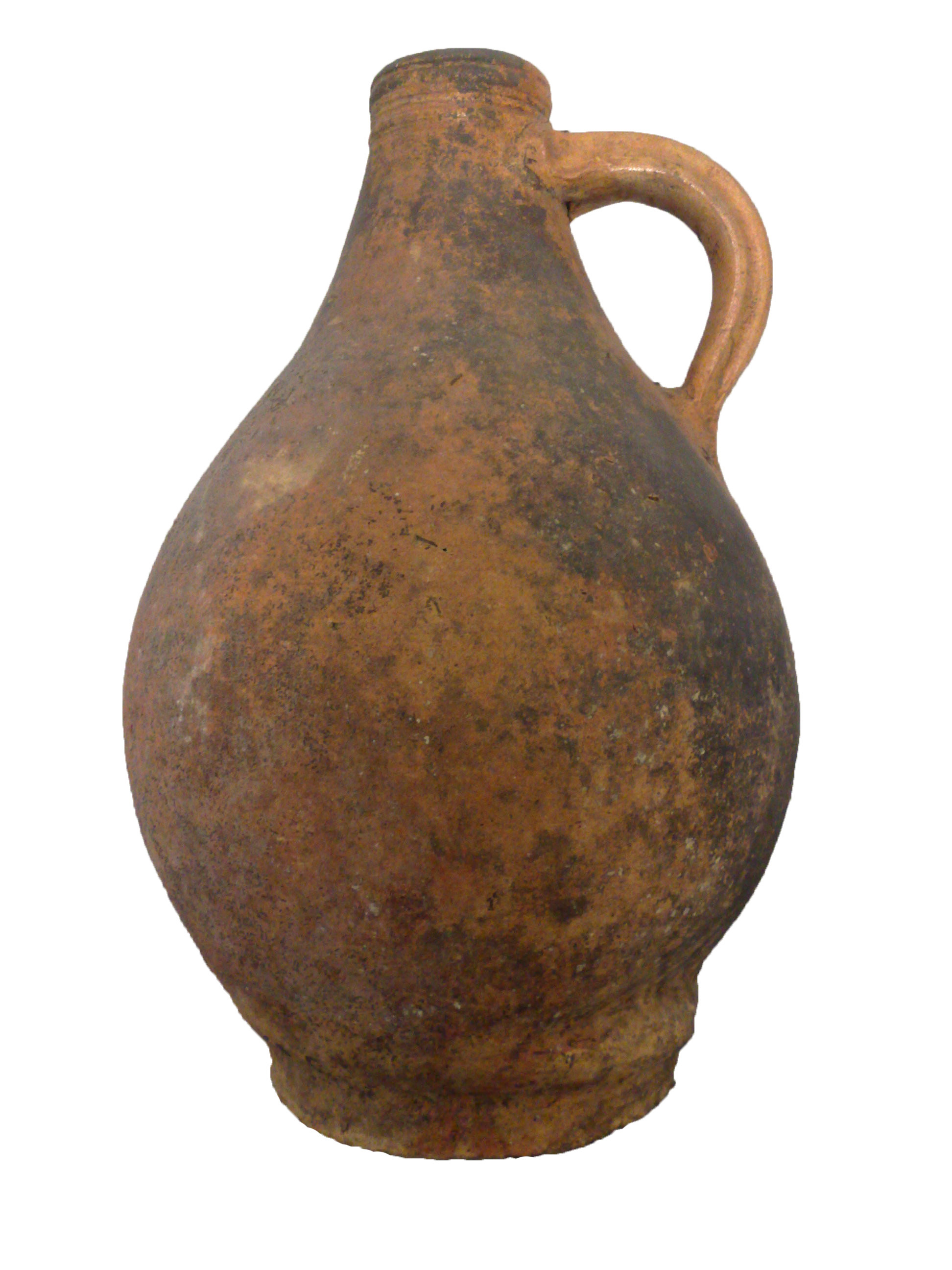
Een steengoed opslagkan uit Beulake, gemaakt in Stadtlohn/Vreden.